# Campoplex cursitans
Campoplex cursitans là một loài tò vò trong họ Ichneumonidae.